# István Hernek
István Hernek (n. 23 aprilie 1935, Törökszentmiklós, Județul Jász-Nagykun-Szolnok, Ungaria – d. 25 septembrie 2014, Saint Ignace, Michigan, SUA) a fost un canoist ce a reprezentat Ungaria, medaliat olimpic. A participat la o ediție a Jocurilor Olimpice (1956) în care a câștigat o medalie de argint.